# Taijin Kyōfushō
Taijin Kyōfushō (japanisch 対人恐怖症 englisch Taijin Kyofusho Symptoms, kurz: TKS) ist ein japanisches und koreanisches kulturgebundenes Syndrom, welches bisweilen als Psychische Störung zugeordnet wurde.

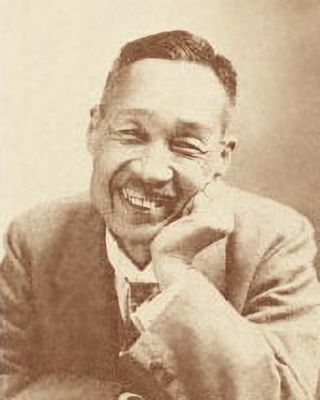
Masatake Morita (1874–1938)

Der Begriff Taijin Kyōfushō bezeichnet wörtlich das Symptom (shō) einer Phobie (kyōfu) vor zwischenmenschlichen Beziehungen (taijin). Masatake Morita (森田 正馬, fälschlich auch sino-japanisch als Shōma Morita) beschrieb diesen Zustand als Teufelskreis zwischen Selbstauseinandersetzung und -vorwürfen von Personen mit hypochondrischem Temperament.

## Beschreibung
Außerhalb Japans wird Taijin Kyōfushō üblicherweise als eine Form der Angststörung (Soziale Phobie) beschrieben, bei der der Leidtragende soziale Kontakte fürchtet und meidet. Allerdings ist Taijin Kyōfushō nicht die Angst, selbst in Verlegenheit zu kommen oder von anderen unangenehm gerichtet zu werden – aus einer sozialen Unbeholfenheit heraus (wie meist in westlichen Kulturen) – sondern die Angst, andere zu beleidigen oder zu verletzen. Der Fokus liegt demnach darauf, Schaden von anderen abzuwenden, nicht von sich selbst.
Im offiziellen japanischen Diagnosesystem wird Taijin Kyōfushō in die folgenden Kategorien unterteilt:
- Jikoshisen-kyōfu: die Phobie vor Augenkontakt
- Jikoshu-kyōfu: die Phobie unangenehmen Körpergeruch zu besitzen (Eigengeruchswahn)
- Sekimen-kyōfu: die Phobie vor dem Erröten (Erythrophobie)
- Shubo-kyōfu: die Phobie von einem entstellten Körper, ähnlich der Körperdysmorphen Störung

Das in westlichen Kulturen kaum verbreitete Taijin Kyōfushō ist nicht im DSM-5 beschrieben, was jedoch umstritten ist, da das Symptom gelegentlich auch bei westlichen Patienten auftritt.

## Behandlung
Die japanische Standardbehandlung für Taijin Kyōfushō ist die von Masatake Morita in den 1910ern (auch für Nervosität) entwickelte Morita-Therapie. Die Heilung sah ursprünglich Isolation, erzwungene Bettruhe, das Führen eines Tagebuchs, körperliche Arbeit und Vorträge über die Wichtigkeit von Selbstakzeptanz und einer positiven Einstellung vor. Seit den 1930ern erfolgt die Behandlung ambulant und in Gruppentherapien.